# Ecorregión

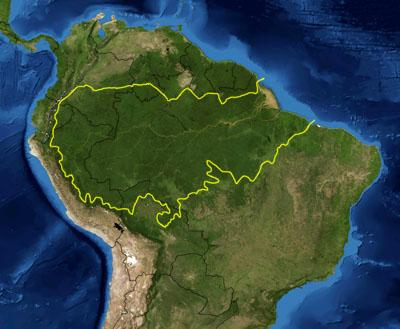
Ecorregión de la Selva Amazónica. Sudamérica.

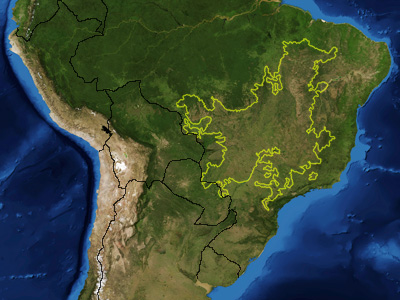
Ecorregión del Cerrado. Sudamérica.

Una ecorregión o región ecológica es un área biogeográfica relativamente grande que se distingue por el carácter único de su ecología, clima, geomorfología, suelos, hidrología, flora y fauna. Si bien el concepto se basa en la delimitación de regiones fitogeográficas o biogeográficas, su circunscripción incluye además otros valores que van más allá de los biológicos, como las actividades y la cultura humana que modelan el gran paisaje.

## Introducción
El Fondo Mundial para la Naturaleza (World Wildlife Fund for Nature o WWF) define una ecorregión como un área extensa de tierra o agua que contiene un conjunto geográficamente distintivo de comunidades naturales que comparten la gran mayoría de sus especies y dinámicas ecológicas, comparten condiciones medioambientales similares e interactúan ecológicamente de manera determinante para su subsistencia a largo plazo. Las ecorregiones más conocidas son las del WWF, sin embargo, la delimitación de las mismas puede variar según los autores y las instituciones ambientales gubernamentales. 
El uso del término ecorregión es consecuencia de una oleada de interés por los ecosistemas y su funcionamiento. En particular, se está tomando conciencia de la influencia de la escala espacial en el estudio y la conservación de los paisajes. Se suele reconocer que los ecosistemas interconectados se combinan para formar un todo que es "mayor que la suma de sus partes". Hay muchas tentativas de responder a los ecosistemas de un modo integrado para conseguir paisajes "multifuncionales"; desde investigadores agrarios hasta ecologistas usan las "ecorregiones" como unidad de análisis.
El WWF divide la superficie terrestre en ocho ecozonas, divididas a su vez en un total de 867 ecorregiones terrestres. Se ha propuesto utilizar esta división como base para iniciativas de democracia biorregional. Las ecozonas están aparentemente bien definidas, pero los límites de las ecorregiones están sujetos a los cambios biogeoquímicos y a la delimitación como resultado de la controversia social. En cuanto a la catalogación de las ecorregiones marinas y de agua dulce, aún no ha sido publicada.
El WWF ha elegido 238 ecorregiones como las más representativas de los diferentes biomas de nuestro planeta. Estas 238 regiones se agrupan en el proyecto Global 200.

## Biomas

### Ecorregiones terrestres
Las 867 ecorregiones terrestres se distribuyen también entre catorce biomas diferentes:
- selva lluviosa
- bosque seco
- bosque subtropical de coníferas
- bosque templado de frondosas
- bosque templado de coníferas
- taiga
- sabana
- pradera
- sabana inundada
- pradera de montaña
- tundra
- bosque mediterráneo
- desierto
- manglar

### Ecorregiones de agua dulce
Las ecorregiones de agua dulce se catalogan en doce biomas: 
- grandes lagos
- grandes deltas
- aguas polares
- ríos de montaña
- costas templadas
- llanuras aluviales y humedales templados
- mesetas templadas
- costas tropicales y subtropicales
- llanuras aluviales y humedales tropicales y subtropicales
- mesetas tropicales y subtropicales
- cuencas endorreicas y xerófilas
- islas oceánicas

### Ecorregiones marinas
Las ecorregiones marinas se reparten en cinco biomas: 
- mares polares
- mares y plataformas continentales templados
- corrientes templadas
- corrientes tropicales
- arrecifes de coral